# Friedrich Engelhorn
Friedrich Engelhorn, född 26 september 1821 i Mannheim, död 11 mars 1902 i Mannheim, var en tysk företagsledare.  Han grundade Badische Anilin- & Soda-Fabrik AG (BASF) 1865.